# Vilaplana (la Baronia de Rialb)
|  | Aquest article tracta de la població de la Baronia de Rialb, a la Noguera, pel municipi del Baix Camp vegeu Vilaplana. |

Vilaplana és un poble de l'extens municipi noguerenc de la Baronia de Rialb, al Segre Mitjà.

## Descripció i situació
El poble actual el formen un conjunt de cases al mateix nucli i cent metres més enllà l'església de Sant Miquel que s'asseu damunt una suau elevació. També, però, hi pertany algun mas dispers. L'església parroquial, de construcció primitiva, sufragània tradicional de Tiurana, és d'estil romànic, força modificat i compost bàsicament d'una nau amb el seu absis. Encara que el lloc és elevat, tant el poble com l'església s'ubiquen en un planell, com indica la seva toponímia. El castell i parròquia de Vilaplana es troba en un planell de la carena que fa de cim orogràfic entre Peramola i la plana de Tiurana.
Des de finals de 2019, el poble abasteix totes les cases dels veïns a partir d'una mini-xarxa de calor que connecta les cases a una caldera de biomassa central que crema matèria primera dels boscos de l'entorn. A més, el sistema de distribució de l'aigua calenta impedeix que els carrers es congelin a l'hivern.

## Història
Segons un document de novembre de 1045 de l'arxiu de l'església d'Urgell; la senyora Amaltrud, germana del bisbe i vescomte Eribau, havia comprat amb el seu marit Bofill Sanç de Llobera el castell de la Clua al comte Ermengol d'Urgell; en la data indicada Amaltrud el donà a la Canònica d'Urgell; més tard el bisbe Guillem i els seus canonges li cedeixen a Amaltrud el castell com a feudatària. Documents antics situen el poble de la Clua dins els mateixos termenats: a orient el castell de Madrona; a migdia el castell de Ponts; potser Tiurana encara no formava un termenat; a occident el castell dit de Vilaplana, i al nord el castell d'Aguilar. Per tant, l'antiga Vilaplana havia d'ésser més o menys on és ara.
En un altre document de febrer de 1062 consta que Berenguer i la seva mare Ermengarda donen a Santa Maria de la Seu un home anomenat Bernat Ennec i, per tant, un mas situat a Vilaplana i pagaria uns censos anyals.
El castell de Vilaplana depenia del bisbe i del Capítol d'Urgell; més endavant passà als mateixos senyors de Tiurana, encara que eclesiàsticament ha estat sempre parròquia.
Fou municipi independent fins a meitat del segle xix quan es va integrar a la Baronia de Rialb.

## Comunicacions
S'hi accedeix per la carretera de Politg a Peramola, agafant un desviament situat entre el trencant que va a Pallerols de Rialb i la falda del Serrat de Sant Marc. Llavors, la carretera, d'uns 4 km, arriba fins al poble. Això no obstant, també s'hi pot accedir pel camí conegut com el de la Bastida, que comença al Mas Solé.

## Llocs d'interès
- Església romànica de Sant Miquel de Vilaplana (s. xi-xii).
- Allotjament rural Cal Miger.